# Inmigración española en el Perú
La inmigración española en el Perú ha sido la corriente migratoria más importante y constante del país andino desde su colonización.
Los españoles se han dispersado por toda la geografía peruana, incluso en pequeñas poblaciones del país y se estima una población aproximada 23,889 inmigrantes al año 2010 convirtiéndose en la segunda comunidad extranjera y la primera de europeos inmigrados hacia territorio peruano. Aunque la mayor comunidad española se encuentra en Lima, en otras grandes ciudades se ha dado la concentración de la cual es también importante; así Trujillo teniendo el mayor porcentaje, superando a lima , Chiclayo, Piura, Arequipa ,Ica e Cusco.[cita requerida] Por antonomasia se utiliza el término «inmigración española» o «españoles peruanos» para referirse a las otras etnias provenientes de la península ibérica, como los vascos o catalanes que llegaron al Perú durante la conquista, posterior a ella y hasta la actualidad.

## Historia

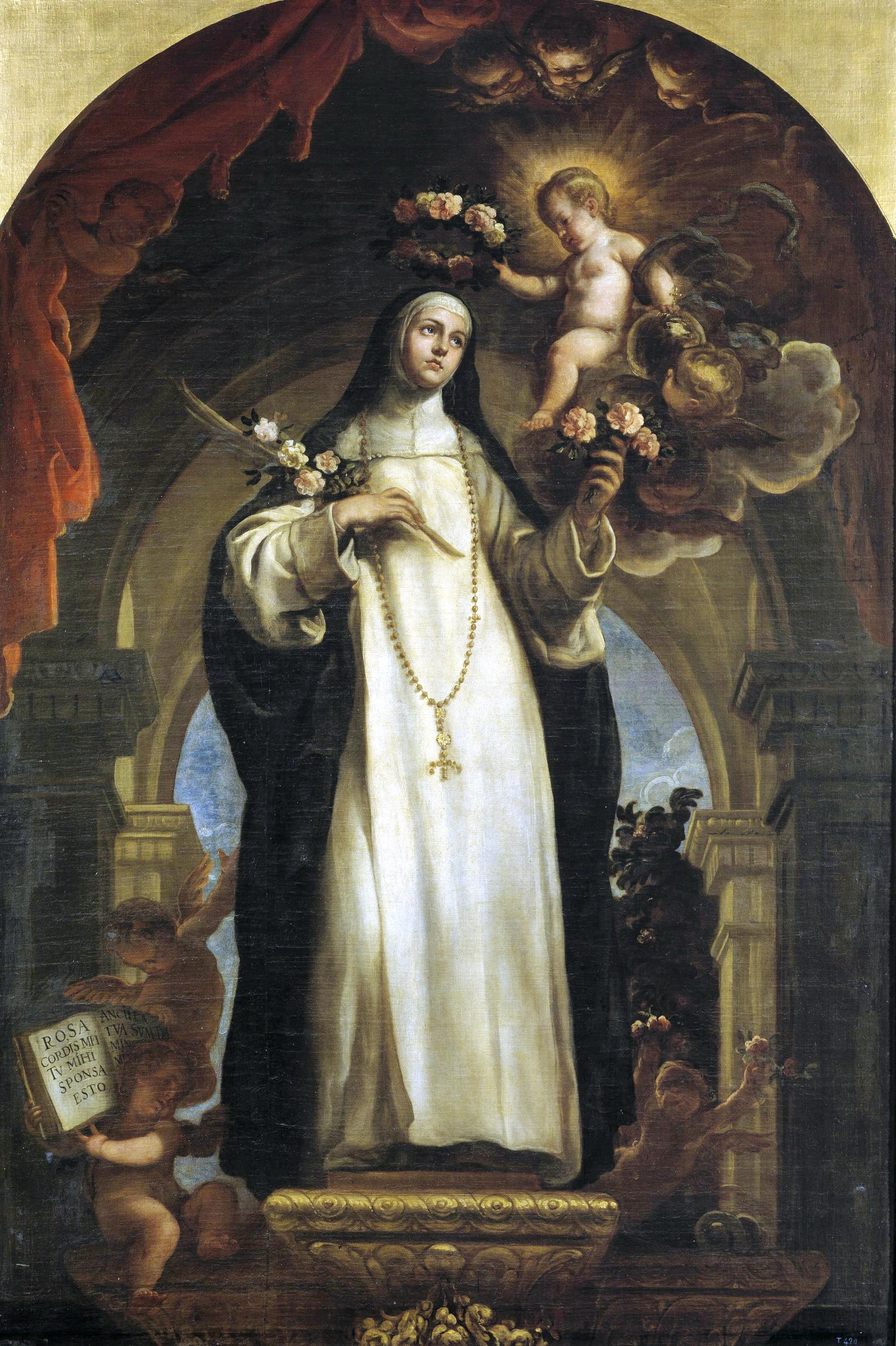
Santa Rosa de Lima.

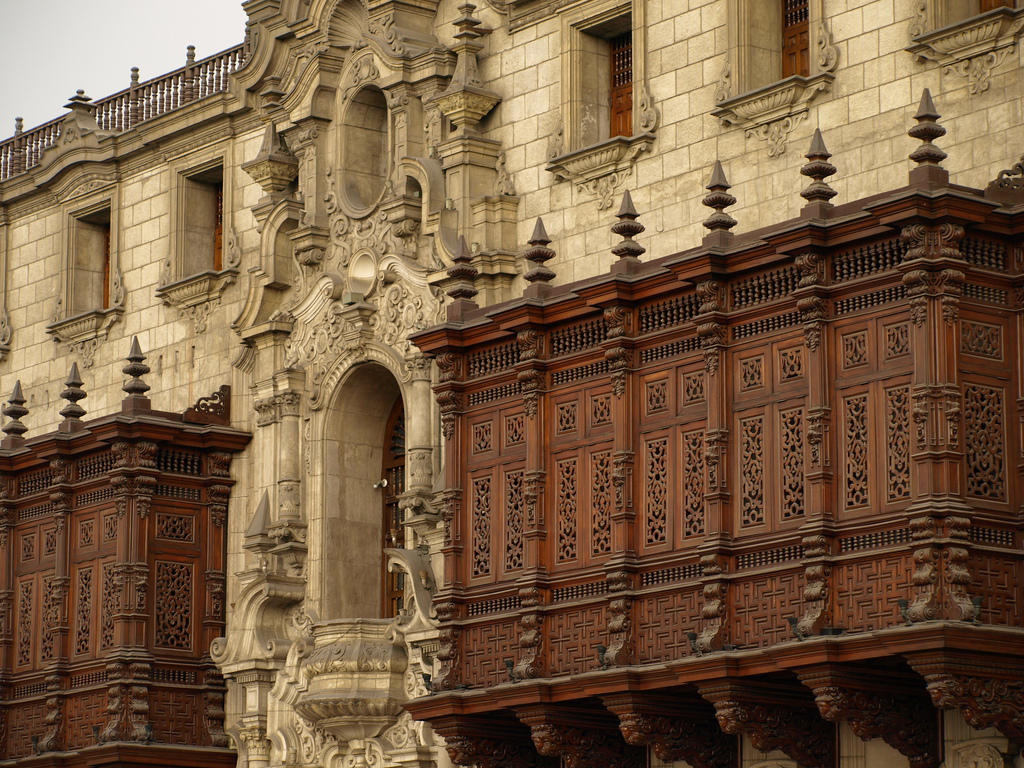
Lima, la capital criolla del virreinato del Perú.

En 1532, los conquistadores españoles llegaron al territorio de Perú. Cuando empezaron a colonizar el país, su cultura y su influencia se esparció por toda la nación. No sólo su propagación religiosa, su población también lo hizo. Durante el período de la época colonial peruana, cientos de miles de inmigrantes españoles llegaron a los puertos peruanos y también los Virreyes del Perú. Muchos de los españoles migrantes eran de origen morisco o judío sefardí. Estos inmigrantes de origen español, llamado peninsulares, causó mucha fricción entre ellos y los criollos nacidos en español a nivel local o criollos. Los peninsulares tenían un rango social más alto que claramente los criollos a pesar de que su única diferencia era su lugar de nacimiento. Los peninsulares se dieron los más altos cargos de gobierno, mientras que los criollos, aunque mucho más ricos que los mestizos y amerindios, no reciben todos los privilegios otorgados a la España de origen español. Esto a la larga llevaría al movimiento de independencia en el siglo XIX. Durante el período colonial, la corona española rechazó la inmigración de otros europeos al Perú. Por esta razón, durante todo el periodo colonial, hasta la independencia, la población europea en el Perú está formado únicamente de los españoles. En la época de la independencia de la tasa de inmigración fue baja y no muchos europeos entraban en el país. La nación fue, en esencia, en un estado de caos, por la razón que el gobierno estaba todavía en el proceso de decidir cómo iba a gobernar el país recién independiente. En este momento, muchos caudillos, dictadores o, intentó asumir el control de la nación.
Algunos de estos intentos, como el de Simón Bolívar, se reunió con la aprobación del público, mientras que otros no lo eran. inmigración española no se reanudó hasta la década de 1840 al comienzo de la era del guano, uno de los períodos de Perú época más próspera. Durante esta época, la inmigración de España aumentado considerablemente y la economía estaba en auge y nivel de vida era alto. Esta época terminó en 1866 con la guerra española-peruana. Después de la guerra, la inmigración, aunque disminuyó la afluencia de inmigrantes se mantuvo estable hasta la década de 1930. Durante la guerra civil española, miles de españoles huyeron de España al Perú. A lo largo de la dictadura del general Francisco Franco, muchos miles más huyeron de miedo del régimen. Los republicanos españoles huyeron el régimen de Franco y, tratando de escapar de la retribución del nuevo gobierno.
Autores como Giovanni Bonfiglio estiman que hubo entradas de europeos no hispanos aun desde la colonia y no fueron pocos, estimando que ingresaron alrededor de 150 mil europeos en general más 100 mil personas provenientes del continente americano en la etapa de los siglos XIX y XX. Del total de las migraciones se calcula que poco más del 90 % se asentaron definitivamente en territorio nacional.
Es con la dictadura de Juan Velasco Alvarado a finales de 1960 que se inicia la emigración de peruanos al exterior, preferentemente hacia Europa y Estados Unidos, constituido de todos los segmentos étnicos del país, acentuándose en mayor grado en la etapa de la hiperinflación del gobierno de Alan García hacia 1985-1990. La tendencia de la inmigración hispana se revierte relativamente nuevamente hacia el Perú en los últimos años, debido al despegue económico del Perú de los últimos 20 años, así mismo como a muchos turistas españoles de establecerse en Perú.

## Flujos migratorios
Las regiones de las que la mayoría de inmigrantes españoles se originaron fueron los de Extremadura, Castilla, Galicia y Andalucía. La mayoría de los inmigrantes coloniales, sin embargo, su origen en las regiones de Castilla, Andalucía, Extremadura, Aragón, Valencia, La Mancha y Murcia, entre otros. Estos inmigrantes en general, partieron desde los puertos de Cádiz o Sevilla y llegó a los puertos del Callao, Mollendo y Pimentel. Muchos de estos inmigrantes hicieron una escala en un puerto del Caribe antes de llegar a Perú. Antes del desarrollo de los buques del Canal de Panamá se ven obligados a rodear el Cabo de Hornos para llegar a puertos peruanos. Aunque no muchos, unos pocos viajeros se dirigían desde Europa a Perú a través del río Amazonas. Estos inmigrantes que buscan el paso de los numerosos barcos comerciales va a recuperar de caucho en el Perú para traer de vuelta a Europa. Estos inmigrantes llegaban al puerto fluvial de Iquitos. Casi todos ellos se quedaron allí. 
Dentro de la inmigración española al Perú, hay también los de origen hebreo (los sefardíes), aunque la mayoría emigraron en la etapa colonial, ya que los sefardíes que emigraron a diferentes países a fines del siglo XIX y el siglo XX provenían, en parte, del Norte de África, Anatolia y los Balcanes y no necesariamente de la península ibérica. Como consecuencia del aumento de las persecuciones, expulsiones y conversiones a causa de la implantación gradual de la Inquisición en Iberia y sus colonias desde finales del siglo XV hasta inicios del siglo XIX, emigraron mayormente al Norte de África, regiones del Imperio Otomano y en menor medida a Italia, aunque también a Holanda, Inglaterra y sus colonias. Sin embargo, buena parte emigraron también a las colonias españolas y/o portuguesas en América en tiempos de la Colonia, aunque como criptojudíos. En la actualidad sus descendientes se encuentran mezclados con la población local y profesan el cristianismo, principalmente el catolicismo.
Según Family search se estima que 5 800 000 peruanos tienen mayoritariamente sangre española abarcando más del 20% de la población total y la gran mayoría de la población tienen sangre española en diferentes grados, aun cuando parte de ellos sean considerados mestizos o cuasi amerindios culturalmente.Desde febrero de 1850 hasta julio de 1853, llegaron al Perú 3,932 colonos, de ellos 2,516 fueron chinos, 320 irlandeses y 1,096 alemanes, cuyas primas de acuerdo a la Ley de 1849 ascendieron a 117,796 pesos. En 1859, se establecieron concesiones y facilidades “para asentar 10,000 españoles entre 16 y 40 años de edad aptos para la labranza. A los concesionarios se les prometió 30 pesos por individuo y el migrante estaba obligado a trabajar como jornalero durante cinco años en las haciendas de la costa y finalmente se logró contratar un grupo reducido de 58 familias vascongadas para trabajar en la hacienda “Talambo" sin embargo conflictos con la hacienda y los indios hizo que fracasara la migración vasca. En 1863, ocurrió finalmente un incidente sangriento, donde murieron varios españoles. Los sobrevivientes regresaron a su país, dando por concluido este proyecto de colonización. Este inesperado desenlace fue transformado en un incidente internacional por parte del gobierno de España. Pero en realidad era el pretexto que buscaba este país para sus reivindicaciones coloniales, produciéndose un grave conflicto bélico con el Perú en mayo de 1866.